# Henry St. John Thackeray
Henry St. John Thackeray, né en 1860, décédé le 30 juin 1930, est un savant britannique, spécialiste de la Bible, et chercheur au King's College.

## Ouvrages
- Antiquités judaïques
- Guerre des Juifs. Récit en sept livres de la révolte des Juifs contre Rome (66 à 70 ap. J.-C.)
- Flavius Josèphe : l'homme et l'historien[2],[3]